# Cuauyolotitla
Cuauyolotitla är en ort i Mexiko.   Den ligger i kommunen Tehuipango och delstaten Veracruz, i den sydöstra delen av landet, 240 km öster om huvudstaden Mexico City. Cuauyolotitla ligger 2 387 meter över havet och antalet invånare är 531.
Terrängen runt Cuauyolotitla är huvudsakligen kuperad, men österut är den bergig. Runt Cuauyolotitla är det ganska tätbefolkat, med 134 invånare per kvadratkilometer. Närmaste större samhälle är Zongolica, 17,7 km norr om Cuauyolotitla. Omgivningarna runt Cuauyolotitla är en mosaik av jordbruksmark och naturlig växtlighet.